# Catanese Nero
Catanese Nero ist eine Rotweinsorte, die in den italienischen Region Sizilien kultiviert wird. Sie wird meist im Verschnitt mit anderen Sorten ausgebaut. Obwohl ihr Anbau in der Metropolitanstadt Palermo sowie den Freien Gemeindekonsortien Trapani und Agrigent empfohlen wird, lag die bestockte Rebfläche in den 1990er Jahren bei mäßigen 120 Hektar.
Die Rebsorte wurde erstmals von den Ampelographen A. Mazzei und A. Zappala beschrieben.
Unter dem Synonym Catanese Bianco verbirgt sich die Rebsorte Carricante.

## Synonyme
Die Rebsorte Catanese Nero ist auch unter den Namen Vespalora und Vesparola bekannt.

## Ampelographische Sortenmerkmale
In der Ampelographie wird der Habitus folgendermaßen beschrieben:
- Die Triebspitze ist offen. Sie ist weißwollig behaart und die Spitzen sind karminrot gefärbt. Die gefleckt bronzefarbenen Jungblätter sind nur spinnwebig behaart.
- Die mittelgroßen Blätter sind fünflappig und tief gebuchtet. Die Stielbucht ist U -förmig offen. Das Blatt ist stumpf gezahnt.
- Die konusförmige Traube ist mittelgroß, geschultert und dichtbeerig. Die rundlichen bis leicht elliptischen Beeren sind groß und von bläulich-schwarzer Farbe.

Die Rebsorte reift ca. 30 Tage nach dem Gutedel und gilt somit im internationalen Vergleich als spät reifend. In Sizilien kann die Sorte Ende September geerntet werden.
Die mäßig wüchsige Sorte ist sehr anfällig gegen die Grauschimmelfäule.